# Kuška (řeka)
Kuška (turkmensky Guşgy) je řeka v Afghánistánu (provincie Herát) a v Turkmenistánu (viloját Mary). Je levým přítokem Murgabu. Je dlouhá 277 km. Povodí má rozlohu 10 700 km².

## Průběh toku
Pramení na severních svazích Paropamizu.

## Vodní stav
V létě vysychá. Průměrný roční průtok vody v ústí činí 3,52 m³/s.

## Využití
V údolí leží stejnojmenná města v Afghánistánu i v Turkmenistánu.